# Susanne Daubner
Susanne Daubner (* 26. März 1961 in Halle (Saale)) ist eine deutsche Fernsehmoderatorin und Nachrichtensprecherin bei der Tagesschau.

## Leben

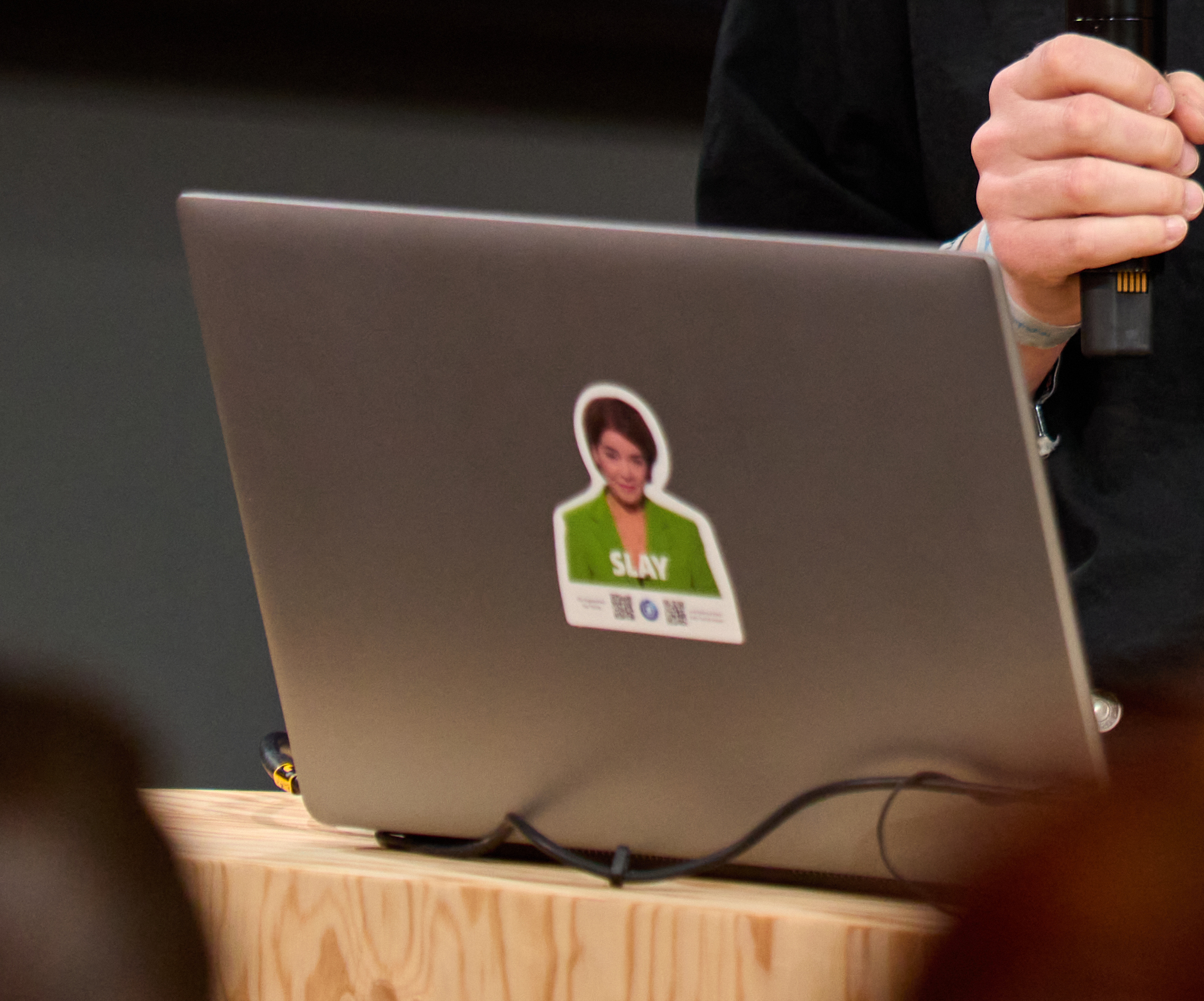
Aufkleber mit Daubner und dem Jugendwort „Slay“ auf einem Laptop bei der Re:publica 2025

Daubner absolvierte nach dem Abitur zunächst eine kaufmännische Berufsausbildung und ließ sich anschließend vom Rundfunk der DDR zur Sprecherin und Moderatorin ausbilden. Ab 1987 war sie dort Nachrichtensprecherin und Moderatorin des Jugendradios DT64.
In der DDR lebte sie zuletzt im Berliner Bezirk Prenzlauer Berg. Nach erfolglosen Anwerbeversuchen des Ministeriums für Staatssicherheit (MfS) entschied sie sich zur Flucht aus der DDR. Nach der Flucht im Juli 1989 über Ungarn und Jugoslawien, bei der sie mit ihrem Freund den Grenzfluss Drava durchschwamm, arbeitete sie für den Sender Freies Berlin (SFB) als Nachrichten- und Programmsprecherin. Ab 1992 war sie für den Ostdeutschen Rundfunk Brandenburg (ORB) tätig und kehrte 1997 zum SFB zurück.
Seit dem 5. Januar 1999 gehört sie zum Team der ARD-Tagesschau-Sprecher, seit dem 14. April 1999 spricht sie die Hauptausgabe um 20 Uhr. Hier trat sie die Nachfolge von Wilhelm Wieben an. Seit 2021 verkündet Daubner auf der Plattform TikTok jährlich das Jugendwort des Jahres und begeistert dadurch zunehmend junges Publikum für die Inhalte der Tagesschau in den sozialen Medien.

## Soziales Engagement
Susanne Daubner engagiert sich für Leseförderung, so las sie im Rahmen der Hamburger Märchentage sowie im Rahmen des bundesweiten Vorlesetags von Stiftung Lesen gemeinsam mit ihrer Tagesschau-Kollegin Damla Hekimoğlu Kindern vor. Außerdem setzt sie sich im Rahmen des Dialog-Projekts Triff mich! des ehemaligen Tagesschau-Sprechers Constantin Schreiber gemeinsam mit den Fernsehjournalistinnen Damla Hekimoğlu und Aline Abboud für Medienkompetenzförderung ein.
Seit August 2021 ist Daubner ehrenamtliches Mitglied des Stiftungsrates der Kunststiftung Sachsen-Anhalt.

## Privates
Daubner lebt in Hamburg-Eppendorf. Nach ihrer Flucht 1989 aus der DDR heiratete sie ihren West-Berliner Freund und Fluchthelfer. Im Jahr 1990 bekam Daubner eine Tochter, die sie nach ihrer Scheidung 2000 allein erzog.

## Mitwirken in TV-Sendungen
- 1992–1997: Brandenburg aktuell (ORB-Fernsehen)
- seit 1999: ARD Tagesschau (Das Erste)
- 2003: Boulevard Bio – Befreit! (Das Erste)
- 2004: Alfredissimo! (Das Erste)
- 2008: Beckmann (Das Erste)
- 2009: NDR Talk Show (NDR Fernsehen)
- 2010: Die große Geburtstagsshow – 60 Jahre ARD (Das Erste)
- 2010: Riverboat (MDR Fernsehen)
- 2012: Das ist Spitze (Das Erste)
- 2018: Dingsda (Das Erste)[12]
- 2018: Quizduell (Das Erste)
- 2018, 2021, 2022, 2024: Wer weiß denn sowas? (Das Erste, 4 Folgen)
- 2020: 3sat Museums-Check
- 2023: LOL: Weihnachtsspecial (Amazon Prime)
- 2024: Inas Nacht (NDR Fernsehen)
- 2024: Blamieren oder Kassieren bei Schlag den Star (ProSieben)[13]

Mitwirken in Filmen
- 2003: als Narrator in Verkauftes Land (TV-Dokudrama über die Treuhandanstalt)
- 2005: als Tagesschau-Sprecherin im Tatort: Borowski in der Unterwelt (Das Erste)

## Trivia
- Daubner erhält für das wiederholte Vortragen der Jugendwörter des Jahres in sozialen Medien große Aufmerksamkeit, insbesondere bei der jüngeren Zielgruppe.[14][15][16]
- Um Daubner zu ehren, gab es in den sozialen Medien wiederholt Aufrufe, „daubnern“ zum Jugendwort des Jahres zu wählen. Es existieren verschiedene Definitionen des Wortes, die sich auf Daubners seriöse Präsentation der Jugendworte beziehen.[17][18][19]

- Am 27. September 2023 erhielt Daubner wegen eines Lachanfalls während einer Tagesschau-Ausgabe im ARD-Morgenmagazin Aufmerksamkeit in den deutschsprachigen sozialen Medien.[20]